# Teniosi
La teniosi és una malaltia parasitària causa de la infestació amb cestodes que pertanyen al gènere Taenia, un cuc platihelmint. Els dos patògens humans més importants en el gènere són Taenia solium (tènia de porc) i Taenia saginata (tènia bovina). La tercera espècie, la Taenia asiatica, es troba només a l'Àsia oriental. La teniosi és generalment asimptomàtica, però la infecció greu causa pèrdua de pes, marejos, dolor abdominal, diarrea, mal de cap, nàusees, restrenyiment, indigestió crònica, i pèrdua de gana.
Un tipus de teniosi anomenada cisticercosi és causada per la infestació accidental amb els ous de T. solium d'aliments i aigua contaminats. Es coneix com la forma més patògena causada per tènies. Una forma específica de cisticercosi anomenada neurocisticercosi es diu que és la infestació més comuna del sistema nerviós central.
L'OMS inclou la teniosi i la cistercosi a la llista de Malalties tropicals desateses.

## Transmissió
La teniosi es transmet als humans per la ingestió de larves (cisticerc) del cuc presents en la carn d'un porc infectat que no s'ha cuinat prou. Un cop han passat al cos humà, els cisticercs es desenvolupen i esdevenen un cuc adult (cestode) que viu a l'interior de l'intestí humà, i deixa anar proglòtids (segments) amb ous que surten a l'exterior amb la femta. Quan els porcs o altres animals entren en contacte amb aquesta femta s'infecten, i es completa així el cicle.